# 胡子鲇
胡子鲇（学名：Clarias fuscus）为輻鰭魚綱鯰形目胡子鲇科胡子鲇属的其中一種鱼类，又名鬍鯰、塘虱、土虱、土杀鱼、塘角鱼、过山鳅。

## 特征
本魚体长约20至24.5厘米，灰褐色或深灰色，腹部呈白色與灰色，无鳞。有须4对，背鳍和臀鳍均延长，背鰭軟條59-63枚，臀鰭軟條42-46枚，胸鰭有一毒棘，圆形尾鳍。鳃腔上方具有一树枝状辅呼吸器，能呼吸空气。可作為食用魚及養殖魚類。

## 分布
胡子鲇分布於亞洲中國南自海南岛、香港北至长江中下游, 西自云南, 东至台湾、柬埔寨、越南、寮國及菲律賓的淡水流域。
在中国，分布于南自海南岛北至长江中下游、西自云南、东至福建等，属于亚热带小型底栖鱼类。其常栖息于水草丛生的江河，生活于热带、池塘、沟渠以及沼泽的稻 田的洞穴内或暗处。该物种的模式产地在亚洲、非洲。
本種亦被引入日本、菲律賓以及夏威夷。

## 扩展阅读
維基物種上的相關：鬍子鯰